# Nobuko Otowa
Nobuko Otowa (乙羽 信子, Otowa Nobuko), née le 1er octobre 1924 et morte le 22 décembre 1994, est une actrice japonaise.

## Biographie
Elle apparaît dans 150 films entre 1950 et 1995 et fut mariée au réalisateur Kaneto Shindō. Elle a reçu, à titre posthume, la récompense de la meilleure actrice dans un second rôle aux Awards of the Japanese Academy pour le film Le Testament du soir, ayant été diagnostiqué d'un cancer du foie en stade terminal en cours de production,.

## Filmographie
Sauf indication contraire, la filmographie de Nobuko Otowa est établie à partir de la base de données JMDb.

### Années 1950
- 1950 : Shojohō (処女峰?) de Keigo Kimura
- 1951 : Kyūjō hiroba (宮城広場?) de Seiji Hisamatsu
- 1951 : Bōya monogatari (暴夜物語?) d'Eiichi Koishi (ja)

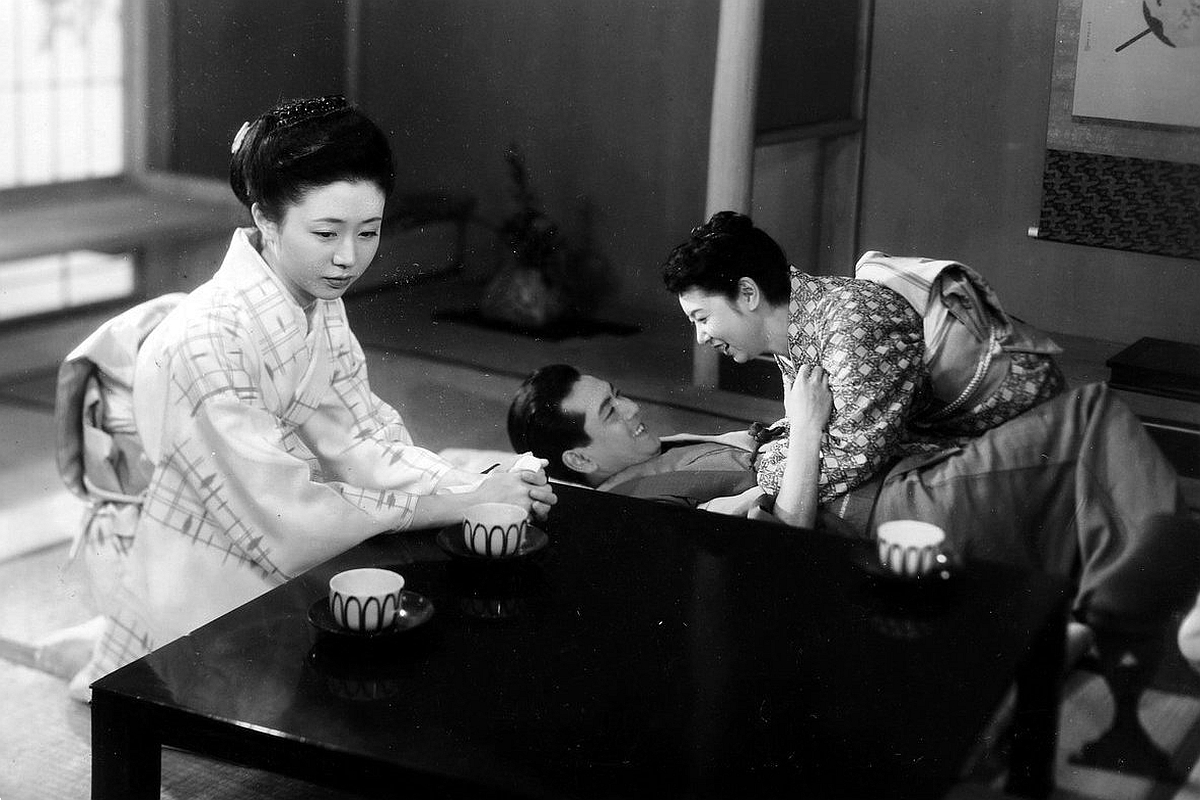
Nobuko Otowa, Yūji Hori et Kinuyo Tanaka dans Miss Oyu (1951).

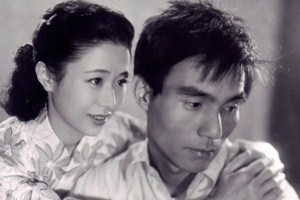
Nobuko Otowa et Jūkichi Uno dans Histoire d'une épouse bien-aimée (1951).

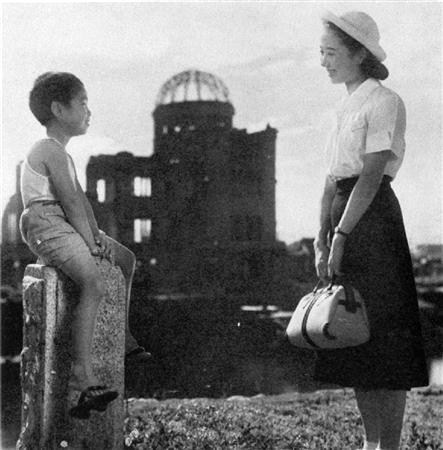
Dans Les Enfants d'Hiroshima (1952).

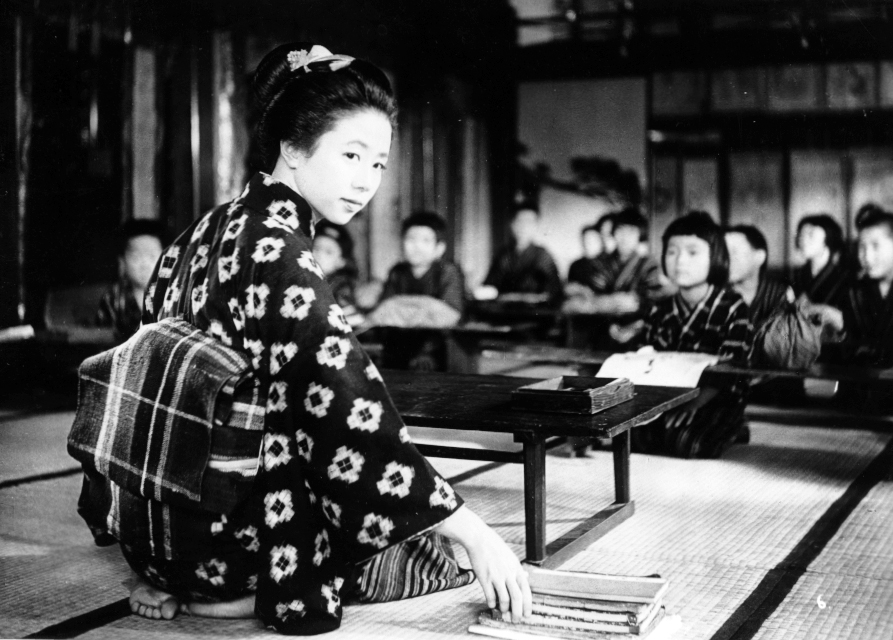
Dans Avant l'aube (1953).

- 1951 : Les Oiseaux migrateurs de la Lune (月の渡り鳥, Tsuki no wataridori?) de Teinosuke Kinugasa
- 1951 : Dare ga watashi o sabaku no ka (誰が私を裁くのか?) de Senkichi Taniguchi
- 1951 : Miss Oyu (お遊さま, Oyū-sama?) de Kenji Mizoguchi : Shizu
- 1951 : La Lune brillante et la lanterne tournante (名月走馬燈, Meigetsu sōmatō?) de Teinosuke Kinugasa
- 1951 : Histoire d'une épouse bien-aimée (愛妻物語, Aisai monogatari?) de Kaneto Shindō : Takako Ishikawa
- 1951 : Le Roman de Genji (源氏物語, Genji monogatari?) de Kōzaburō Yoshimura : Murasaki no ue
- 1951 : Izayoi kaidō (十六夜街道?) de Kimiyoshi Yasuda
- 1952 : Asakusa kurenai-dan (浅草紅団?) de Seiji Hisamatsu
- 1952 : Avalanche (ja) (雪崩, Nadare?) de Kaneto Shindō
- 1952 : Atakake no hitobito (安宅家の人々?) de Seiji Hisamatsu
- 1952 : Les Enfants d'Hiroshima (原爆の子, Genbaku no ko?) de Kaneto Shindō : Takako Ishikawa
- 1952 : Kantarō tsukiyōta (勘太郎月夜唄?) de Katsuhiko Tasaka (ja)
- 1953 : Un château nommé femme - Mari (女といふ城 マリの巻, Onna to iu shiro: Mari no maki?) de Yutaka Abe
- 1953 : Nuée d'oiseaux blancs (千羽鶴, Senbazuru?) de Kōzaburō Yoshimura
- 1953 : Un château nommé femme - Yuko (女といふ城 夕子の巻, Onna to iu shiro: Yuko no maki?) de Yutaka Abe
- 1953 : Hatamoto taikutsu otoko: Happyaku hachi chō makaritōru (旗本退屈男 八百八町罷り通る?) de Yasushi Sasaki
- 1953 : Murahachibu (村八分唄?) de Yoshitama Imaizumi
- 1953 : Epitome (縮図, Shukuzu?) de Kaneto Shindō : Ginko
- 1953 : Désirs (慾望, Yokubo?) de Kōzaburō Yoshimura : Shizue Kitami
- 1953 : Avant l'aube (夜明け前, Yoake mae?) de Kōzaburō Yoshimura : la fille de Hanzo
- 1953 : La Vie d'une femme (女の一生, Onna no issho?) de Kaneto Shindō : Fujiko Shirakawa
- 1954 : Koina no Ginpei (鯉名の銀平?) de Kazuo Mori
- 1954 : Utsukushī hito (美しい人?) de Mitsuo Wakasugi (ja)
- 1954 : Une auberge à Osaka (大阪の宿, Osaka no yado?) de Heinosuke Gosho : Uwabami, une geisha
- 1954 : L'Égout (どぶ, Dobu?) de Kaneto Shindō
- 1954 : La Vallée de l'amour et de la mort (愛と死の谷間, Ai to shi no tanima?) de Heinosuke Gosho
- 1954 : Dorodarake no seishun (泥だらけの青春?) d'Ichirō Sugai
- 1954 : Jeunes gens (若い人たち, Wakai hitotachi?) de Kōzaburō Yoshimura
- 1955 : Puisque je t'aime (愛すればこそ 第一話 花売り娘, Aisureba koso?) de Kōzaburō Yoshimura
- 1955 : La Femme de Ginza (銀座の女, Ginza no onna?) de Kōzaburō Yoshimura
- 1955 : Les Loups (狼, Okami?) de Kaneto Shindō : Akiko Yano
- 1955 : La Belle et le Dragon (美女と怪龍, Bijo to kairyu?) de Kōzaburō Yoshimura
- 1956 : Double suicide à Shirogane (銀心中, Shirogane shinjū?) de Kaneto Shindō
- 1956 : Encore une nuit (或る夜ふたたび, Aru yo futatabi?) de Heinosuke Gosho
- 1956 : La Rive de l'errance (流離の岸, Ryūri no kishi?) de Kaneto Shindō
- 1956 : Yoru ake asa ake (夜あけ朝あけ?) de Mitsuo Wakasugi (ja)
- 1956 : Shin onoga tsumi (新己が罪?) de Masaki Mōri (ja)
- 1956 : Une actrice (ja) (女優, Joyu?) de Kaneto Shindō
- 1957 : Le Roman de Genji - Ukifune (源氏物語 浮舟, Genji monogatari: Ukifune?) de Teinosuke Kinugasa
- 1957 : La Geisha du vieux quartier (太夫さんより 女体は哀しく, Kottai-san yori : Nyotai wa kanashiku?) de Hiroshi Inagaki
- 1957 : Hadairo no tsuki (肌色の月?) de Toshio Sugie
- 1958 : L'Art du combat de Yagyu II (柳生武芸帳 双龍秘剣, Yagyū bugeichō : Sōryū hiken?) de Hiroshi Inagaki
- 1958 : Je ne perdrai pas jusqu'à ce que je gagne (負ケラレセン勝マデハ, Makeraremasen katsumadewa?) de Shirō Toyoda
- 1958 : La tristesse est aux femmes (悲しみは女だけに, Kanashimi wa onna dakeni?) de Kaneto Shindō : Taka
- 1958 : Jours de congé à Tokyo (東京の休日, Tōkyō no kyūjitsu?) de Kajirō Yamamoto
- 1958 : Yajikita dōchūki (弥次喜多道中記?) de Yasuki Chiba
- 1958 : Noren (暖簾?) de Yūzō Kawashima
- 1958 : Tsuzurikata kyodai (つづり方兄妹?) de Seiji Hisamatsu
- 1958 : Mimizuku (みみずく説法?) de Seiji Hisamatsu et Noriyuki Itaya
- 1958 : Noraneko (野良猫?) de Keigo Kimura
- 1958 : Yajikita dōchū sugoroku (弥次喜多道中記夫婦篇 弥次喜多道中双六?) de Yasuki Chiba
- 1959 : La Tenture de fleurs (花のれん, Hana noren?) de Shirō Toyoda
- 1959 : Heureux Dragon n°5 (第五福竜丸, Daigo Fukuryu-Maru?)
- 1959 : Aisaiki (愛妻記?) de Seiji Hisamatsu
- 1959 : Bokura no okāsan (僕らの母さん?) de Noriyuki Itaya
- 1959 : Chambre à louer (貸間あり, Kashima ari?) de Yūzō Kawashima
- 1959 : Ai no kane (愛の鐘?) de Seiji Hisamatsu
- 1959 : La Naissance du Japon (日本誕生, Nippon tanjō?) de Hiroshi Inagaki
- 1959 : La Meilleure Fiancée du monde (花嫁さんは世界一, Hanayome-san wa sekai-ichi?) de Kaneto Shindō

### Années 1960
- 1960 : Notre amour (「通夜の客」より わが愛, Waga ai?) de Heinosuke Gosho
- 1960 : L'Antiquaire (珍品堂主人, Chinpindō shujin?) de Shirō Toyoda
- 1960 : Femmes de Tokyo (女の坂, Onna no saka?) de Kōzaburō Yoshimura
- 1960 : Histoire singulière à l'est du fleuve (濹東綺譚, Bokutō kitan?) de Shirō Toyoda : Kyōko Yamai
- 1960 : Shin jōdaigaku (新・女大学?) de Seiji Hisamatsu
- 1960 : À l'approche de l'automne (秋立ちぬ, Aki tachinu?) de Mikio Naruse : Shigeko Fukatani
- 1960 : L'Île nue (裸の島, Hadaka no shima?) de Kaneto Shindō : Toyo, la mère
- 1961 : Le Fusil de chasse (猟銃, Ryōjū?) de Heinosuke Gosho
- 1961 : Histoire du Tokyo nocturne (東京夜話, Tōkyō yawa?) de Shirō Toyoda
- 1961 : Netsuaisha (熱愛者?) de Kazuo Inoue (ja)
- 1961 : Un amour éternel (永遠の人, Eien no hito?) de Keisuke Kinoshita : Tomoko, la femme de Takashi
- 1961 : Gen et la sculpture de Bouddha (ゲンと不動明王, Gen to fudōmyō'o?) de Hiroshi Inagaki
- 1961 : La Dernière Guerre de l'Apocalypse (世界大戦争, Sekai daisensō?) de Shuei Matsubayashi
- 1961 : Neko to katsuobushi: Aru sawashi no monogatari (猫と鰹節 ある詐話師の物語?) de Hiromichi Horikawa
- 1962 : Tant qu'il y a demain (明日ある限り, Ashita aru kagiri?) de Shirō Toyoda
- 1962 : Nagashibina (流し雛?) de Yoshikazu Ōtsuki (ja)
- 1962 : Long Way to Okinawa (旅愁の都, Ryoshū no miyako?) de Hideo Suzuki
- 1962 : Sous une multitude d'étoiles (如何なる星の下に, Ikanaru hoshi no moto ni?) de Shirō Toyoda
- 1962 : Seikurabe (背くらべ?) de Yoshikazu Ōtsuki (ja)
- 1962 : Aobeka monogatari (青べか物語?) de Yūzō Kawashima
- 1962 : L'Homme (ja) (人間, Ningen?) de Kaneto Shindō
- 1962 : Kawano hotoride (河のほとりで?) de Yasuki Chiba
- 1963 : Madame Aki (憂愁平野, Yūshū heiya?) de Shirō Toyoda
- 1963 : Kanojo ni mukatte tosshin seyo (彼女に向って突進せよ?) de Hirokazu Ichimura (ja)
- 1963 : Mensonges (嘘, Uso?), 3e segment de Teinosuke Kinugasa
- 1963 : Shiro to kuro (白と黒?) de Hiromichi Horikawa
- 1963 : La Paix de la cuisine (台所太平記, Daidokoro taiheiki?) de Shirō Toyoda
- 1963 : Wanpaku tenshi (わんぱく天使?) de Seiji Hisamatsu
- 1963 : Un million de filles (100万人の娘たち, Hyakuman-nin no musume tachi?) de Heinosuke Gosho
- 1963 : Miren (みれん?) de Yasuki Chiba
- 1963 : La Mère (母, Haha?) de Kaneto Shindō
- 1964 : La Veuve joyeuse (喜劇 陽気な未亡人, Kigeki: Yōkina mibōjin?) de Shirō Toyoda
- 1964 : Le Parfum de l'encens (香華, Koge?) de Keisuke Kinoshita : Ikuyo
- 1964 : Okāsan no baka (おかあさんのばか?) de Junzō Mizukawa (ja)
- 1964 : Onibaba (鬼婆?) de Kaneto Shindō : la femme
- 1965 : Le Radis et la Carotte (大根と人参, Daikon to ninjin?) de Minoru Shibuya
- 1965 : L'Ombre des vagues (波影, Namikage?) de Shirō Toyoda
- 1965 : Un charpentier pacifique (大工太平記, Daiku taiheki?) de Shirō Toyoda
- 1965 : Les Malfaisants (ja) (悪党, Akutō?) de Kaneto Shindō
- 1965 : Danshun (暖春?) de Noboru Nakamura
- 1966 : Goemon se déchaîne (暴れ豪右衛門, Abare Gōemon?) de Hiroshi Inagaki
- 1966 : L'Instinct (本能, Honnō?) de Kaneto Shindō : la femme de chambre
- 1966 : Jour de pluie (あこがれ, Akogare?) de Hideo Onchi
- 1967 : Kigeki: Ekimae mangan (喜劇 駅前満貫?) de Kōzō Saeki
- 1967 : La Danseuse d'Izu (伊豆の踊子, Izu no odoriko?) de Hideo Onchi
- 1967 : Kigeki: Ekimae gakuen (喜劇 駅前学園?) de Kazuo Inoue (ja)
- 1967 : Le Père et le fils (続・名もなく貧しく美しく 父と子, Zoku na mo naku mazushiku utsukushiku: Chichi to ko?) de Zenzō Matsuyama
- 1967 : Libido ou L'Origine du sexe (性の起原, Sei no kigen?) de Kaneto Shindō
- 1967 : Cent ans devant la gare (喜劇 駅前百年, Kigeki: Ekimae hyakunen?) de Shirō Toyoda
- 1968 : Kuroneko (藪の中の黒猫, Yabu no naka no kuroneko?) de Kaneto Shindō : la mère
- 1968 : Opération négligée (強虫女と弱虫男, Tsuyomushi onna to yowamushi otoko?) de Kaneto Shindō : Fumiko
- 1968 : Ā himeyuri no tō (あゝひめゆりの塔?) de Toshio Masuda
- 1968 : Machi ni izumi ga atta (街に泉があった?) de Masao Asano
- 1969 : Akage (赤毛?) de Kihachi Okamoto : Oharu
- 1969 : Éphémère (かげろう, Kagerō?) de Kaneto Shindō

### Années 1970
- 1970 : Shokkaku (触角?) de Kaneto Shindō
- 1970 : Vivre aujourd'hui, mourir demain (裸の十九才?) de Kaneto Shindō : la mère
- 1971 : La Cérémonie (儀式, Gishiki?) de Nagisa Ōshima : Shizu Sakurada
- 1972 : L'Anneau métallique (鉄輪, Kanawa?) de Kaneto Shindō
- 1972 : Hymne (讃歌, Sanka?) de Kaneto Shindō
- 1973 : Un homme en extase (恍惚の人, Kōkotsu no hito?) de Shirō Toyoda
- 1973 : Le Cœur (心, Kokoro?) de Kaneto Shindō
- 1974 : Shiawase (しあわせ?) de Hideo Onchi
- 1974 : Mon chemin (わが道, Waga michi?) de Kaneto Shindō
- 1975 : Kenji Mizoguchi ou la vie d'un artiste (ある映画監督の生涯 溝口健二の記録, Aru eiga-kantoku no shōgai Mizoguchi Kenji no kiroku?) de Kaneto Shindō (documentaire) : elle-même
- 1975 : Kyūkei no kōya (球形の荒野?) de Masahisa Sadanaga
- 1977 : Chikuzan, le baladin aveugle (竹山ひとり旅, Chikuzan hitori tabi?) de Kaneto Shindō : Toyo
- 1978 : L'Incident (事件, Jiken?) de Yoshitarō Nomura : Sumie Sakai
- 1979 : Strangulation (絞殺, Kōsatsu?) de Kaneto Shindō : Ryoko Kariba
- 1979 : Haitatsu sarenai santsu no tegami (配達されない三通の手紙?) de Yoshitarō Nomura

### Années 1980
- 1980 : Omoeba tōkue kitamonda (思えば遠くへ来たもんだ?) de Yoshitaka Asama
- 1981 : La Ville des Asshii (アッシイたちの街, Asshii tachi no machi?) de Satsuo Yamamoto
- 1981 : Ore to aitsu no monogatari (俺とあいつの物語?) de Yoshitaka Asama
- 1981 : Edo Porn (北斎漫画, Hokusai manga?) de Kaneto Shindō : Omomo
- 1982 : Ekisutora (えきすとら?) de Yoshitaka Asama
- 1982 : The Go Masters (未完の対局, Mikan no taikyoku?) de Jun'ya Satō, Duan Ji-shun et Liu Shu'an
- 1984 : L'Horizon (地平線, Chihei-sen?) de Kaneto Shindō
- 1984 : L'Île la plus proche du Paradis (天国にいちばん近い島, Tengoku ni ichiban chikai shima?) de Nobuhiko Ōbayashi
- 1985 : Shiroi machi Hiroshima (白い町ヒロシマ?) de Tengo Yamada (ja)
- 1985 : Le Démon (夜叉, Yasha?) de Yasuo Furuhata
- 1986 : Uemura Naomi monogatari (植村直己物語?) de Jun'ya Satō : Yasuko Muto
- 1986 : Burakkubōdo (ブラックボード?) de Kaneto Shindō
- 1986 : Les Arbres à feuilles caduques (落葉樹, Rakuyōju?) de Kaneto Shindō

### Années 1990
- 1990 : Donmai (ドンマイ?) de Seijirō Kōyama
- 1990 : Pachinko monogatari (パチンコ物語?) de Makoto Tsuji (ja)
- 1992 : Histoire singulière à l'est du fleuve (濹東綺譚, Bokutō kidan?) de Kaneto Shindō : Masa
- 1992 : Tsuri baka nisshi 5 (釣りバカ日誌５?) de Tomio Kuriyama (ja)
- 1995 : Le Testament du soir (午後の遺言状, Gogo no Yuigon-jo?) de Kaneto Shindō : Toyoko Yanagawa

## Distinctions
Sauf indication contraire, les informations mentionnées dans cette section peuvent être confirmées par la base de données cinématographiques IMDb,  présente dans la section « Liens externes ».

### Décoration
- 1989 : Médaille au ruban pourpre

### Récompenses
- 1954 : prix Blue Ribbon de la meilleure actrice pour Epitome, Désirs et La Vie d'une femme[4]
- 1967 : prix Blue Ribbon de la meilleure actrice dans un second rôle pour L'Instinct[5]
- 1969 : prix du film Mainichi de la meilleure actrice pour Opération négligée et Kuroneko[6]
- 1979 : prix de la meilleure actrice à la Mostra de Venise pour Strangulation
- 1993 : Prix du film Mainichi de la meilleure actrice dans un second rôle pour Histoire singulière à l'est du fleuve[7]
- 1995 : prix spécial pour l'ensemble de sa carrière aux Nikkan Sports Film Awards
- 1996 : Japan Academy Prize de la meilleure actrice dans un second rôle pour Le Testament du soir[8]
- 1996 : prix Kinema Junpō de la meilleure actrice dans un second rôle pour Le Testament du soir
- 1996 : Prix spécial du film Mainichi pour l'ensemble de sa carrière[9]

### Nomination
- 1978 : Japan Academy Prize du meilleur second rôle féminin pour Chikuzan, le baladin aveugle[10]